# FlashBack (informatique)
Pour l’article homonyme, voir Flashback.
FlashBack (aussi appelé FakeBack) est un cheval de Troie ciblant les ordinateurs MacOS paru au début des années 2010 : il prend l'apparence d'un installateur Java ou Flash et télécharge un logiciel malveillant qui peut modifier vos pages internet, le premier but de ce logiciel était de surcharger des serveurs comme ceux du FBI. Plusieurs versions sont apparues rapidement. Apple a alors proposé une mise à jour pour se protéger de ce logiciel : Java pour OS X Lion 2012-003

## Historique
Le logiciel malveillant Flashback a été découvert et présenté par la société Doctor Web, en avril 2012. Lors de sa découverte, Doctor Web a estimé que plus de 550 000 ordinateurs Macintosh avaient été infectés par ce malware.
Ce logiciel utilise des vulnérabilités dans la plateforme Java pour compromettre les ordinateurs Macintosh, en utilisant trois d'entre elles : CVE-2011-3544,CVE-2008-5353 et CVE-2012-0507. La gestion de cette dernière vulnérabilité a été critiquée par les utilisateurs d'Apple car la vulnérabilité avait été corrigée en février 2012 par Oracle tandis qu'Apple ne l'a corrigée que le 6 avril 2012, en urgence après le débat médiatique provoqué par FlashBack.
|                 | Pourcentage |
| --------------- | ----------- |
| États-Unis      | 56,6 %      |
| Canada          | 19,8 %      |
| Grande-Bretagne | 12,8 %      |
| Australie       | 6,1 %       |
| France          | 0,6 %       |
| Allemagne       | 0,4 %       |
| Espagne         | 0,4 %       |
| Mexique         | 0,3 %       |
| Brésil          | 0,3 %       |
| Italie          | 0,3 %       |
| Autre           | 2,1 %       |

## Impact sur les utilisateurs
Fin avril, la société Symantec a publié une analyse détaillée du logiciel malveillant qui présente son objectif : détourner les requêtes vers les publicités en ligne vers des publicités payées au clic pour les créateurs. Symantec estime qu'à 0,8 centimes de dollar par clic, le créateur de FlashBack devait empocher 10 000 $ par jour.

## Protections
Plusieurs sociétés ont proposé des logiciels pour détecter ou supprimer FlashBack . Aujourd'hui la meilleure protection consiste à appliquer les mises à jour de la plateforme Java pour Apple et d'utiliser l'outil de suppression de FlashBack proposé par Apple.